# Combat Records
Combat Records est un label indépendant américain de heavy metal et punk rock, basé à New York. Il a produit entre autres le premier albums studio de Megadeth, Dark Angel, Heathen, Dead Brain Cells et Exodus.

## Histoire
Combat Records était le label de heavy metal interne du distributeur indépendant Important Record Distributors, qui disposait de plusieurs bureaux aux États-Unis pour promouvoir et vendre les albums de Combat. Important Records abritait également Megaforce Records au milieu des années 1980 et a produit Kill 'Em All et Ride the Lightning de Metallica (avant le transfert de Metallica chez Elektra Records), Fistful of Metal d'Anthrax et de nombreux autres albums de Megaforce.
Au milieu de l'année 1986, le label Noise Records signe un accord avec Combat pour la distribution des disques aux États-Unis. Noise représentait les groupes Voivod, Celtic Frost, Helloween, Tankard et Running Wild. Neat signe également avec Combat, amenant Venom et Raven aux États-Unis. En revanche, Metal Blade Records apporte Slayer et Trouble. Les albums sont généralement publiés en coentreprise avec le logo de Combat.
Le label signe un contrat avec le groupe de thrash metal Megadeth en novembre 1984. Le groupe sort son premier album Killing Is My Business... and Business Is Good! en 1985. Capitol Records signe avec Megadeth en 1985, obtenant de Combat les droits de Peace Sells... but Who's Buying, le deuxième album de Megadeth. Le logo de Combat apparait au dos de chaque album de Megadeth chez Capitol jusqu'à Countdown to Extinction sorti en 1992. Killing Is My Business... and Business Is Good! est l'un des albums les plus vendus par Combat Records, avec plus de 200 000 exemplaires écoulés.
Le label conclut des accords de distribution avec Music for Nations et Under One Flag pour les sorties européennes de leur catalogue.

### Rachat
Combat Records est ensuite racheté par Relativity Records. Propriété de Sony Music Entertainment, Relativity permet à Combat d'exister pendant une courte période, avant de le fermer. Plus tard, Sony cessera également d'exploiter Relativity Records. Sony Music Entertainment conserve les droits sur la majorité du catalogue du label.

### Renaissance
Combat Records se reforme brièvement en 2005, sous la forme d'un label de Koch Records, et sort les albums de Look What I Did, Horse the Band et At All Cost. Sony Music Entertainment publie la plupart du catalogue original de Combat en version numérique pour la première fois en 2015. Les sorties sont commercialisées par le biais du label Music For Nations, qui est relancé.
En 2017, David Ellefson, bassiste de Megadeth, et Thom Hazaert, relancent Combat en tant que label du EMP Label Group, qui a publié des albums du guitariste de Soulfly Marc Rizzo (notamment de Wrath et de Dead by Wednesday]. Le jour du Nouvel An 2018, Ellefson annonce que Throw the Goat devient le premier nouveau groupe à être signé. En 2019, Ellefson et Hazaert's Combat Records, publient des rééditions conjointes de plusieurs titres classiques du catalogue Combat avec Century Media Records, y compris des albums d'Exodus, Possessed et Dark Angel.